# Silique (monnaie)
Pour les articles homonymes, voir Silique (homonymie).

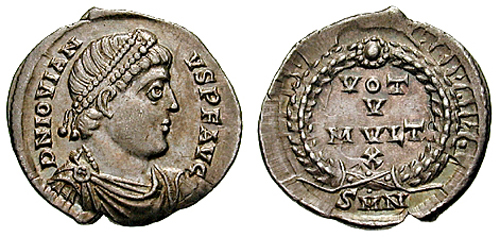
Silique de Jovien (363-364).

La silique est une petite monnaie romaine d'argent dont la frappe a commencé au IVe siècle de notre ère pour stabiliser le système monétaire.

## Terminologie
Le substantif féminin ‹ silique › est emprunté au latin siliqua qui désigne dans le Code Justinien, une monnaie d'argent valant 1⁄24 du solidus d'or. Il est utilisé par les numismates pour désigner une pièce en argent de valeur égale à celui d'une silique / carat d'or.

## Histoire
La silique apparait sous Constantin Ier avec un poids de 2,24 grammes d'argent soit la moitié du poids d'un solidus d'or, elle correspond en théorie à un poids d'or d'une silique, qui lui donne son appellation et son rapport de 1/24e par rapport au solidus.
Au IVe siècle, une monnaie romaine d'argent dont la valeur est celle d'une silique d'or prend le nom de silique.
En 353, le poids de la silique est diminué à 2 grammes environ pour un rapport théorique maintenu à 24 siliques pour un solidus, et elle devient abondamment frappée sous les règnes de Constance II et Julien. Les émissions commémorent généralement les anniversaires impériaux (decennalia), avec des revers où une couronne entoure une formule de vœux d'années de règne VOTA MVLTA. Elles se localisent en Bretagne et dans les régions rhénane et danubienne où stationnent les armées et sont probablement faites lors des donativa, versements de primes aux soldats, tandis que la partie orientale de l'empire utilise davantage la monnaie d'or.
Les nombreuses émissions de siliques continuent sous les Valentiniens. Les usurpations de Maxime (383-388) puis de Constantin III sont financées par une réduction de la silique à environ 1,35 gramme, provoquant chez les particuliers le rognage des siliques émises antérieurement à 2 grammes.
Après l'ultime division de l'empire en 395, Valentinien III est le dernier à émettre des siliques, tandis la silique perdure dans l'empire byzantin sous l'appellation « keration » (pluriel keratia, nom grec du grain de caroubier), avec le même rapport de 24 keratia  pour un nomisma d'or.
Lors de la grande réforme monétaire arabe en 696, le calife omeyyade `Abd al-Malik fixe la masse du dinar d'or (4,25 g) à 20 « qirats » arabes de 0,212 5 grammes.
Une base de données, Siliquae, référence l'ensemble des siliques de la période 337-473, avec leurs caractéristiques physiques, incluant également les imitations d'époque ainsi que quelques faux modernes.